# Saad Sherida Al-Kaabi
Saad Sherida al-Kaabi est ministre de l'Energie du Qatar, ainsi que le président-directeur général de Qatar Petroleum (QP), la société d'État appartenant au Qatar qui exploite toutes les activités pétrolières et gazières dans le royaume du Qatar.

## Biographie

### Formation
Saad Sherida al-Kaabi intégré l'université d'État de Pennsylvanie en 1986 où il a étudié le pétrole et l'ingénierie du gaz naturel. En 1991, il a obtenu une licence ès sciences en génie pétrolier et du gaz naturel et devient ainsi ingénieur.

### Carrière
Après l'obtention de son diplôme, M. al-Kaabi rejoint le département Reservoir & Field Development de Qatar Petroleum. Après avoir travaillé a plusieurs postes, il est nommé directeur du développement du gaz et chargé de la gestion du champ de North Field. Lors de son mandat, lui et son équipe ont joué un rôle clé dans le lancement rapide de nombreux méga projets de gaz utilisant des technologies les plus avancées  et qui ont été mises en œuvre en un temps record. Cela a joué un grand rôle et a contribuer grandement à la montée rapide du Qatar dans son ambition de devenir la capitale mondiale du gaz naturel liquéfié et Gas to liquids (en) (GTL). Il a aussi été l'instigateur de plusieurs projets de pipelines de gaz à grande échelle nationale pour assurer l'exportation du gaz de pétrole liquéfié (GPL) et GTL.
En 2006, M. al-Kaabi prend la direction de la branche Ventures Oil & Gas de Qatar Petroleum (QP), et devient de fait le responsable de tous les champs de pétrole et de gaz du Qatar et toutes les activités d'exploration. En septembre 2014, M. al-Kaabi est nommé directeur général de Qatar Petroleum. Plus tard, en novembre, il devient président et chef de la direction dans le cadre d'une réorganisation majeure de Qatar Petroleum. Il est également le président du conseil de direction de QatarGas, la première compagnie gazière du monde.
De plus M. Al-Kaabi est le président du Gulf Drilling International (GDI), d'Adriatic LNG terminal.
En décembre 2024, Saad Al-Kaabi annonce que le Qatar cessera d'expédier du gaz vers l'UE si les États membres appliquent une nouvelle loi réprimant le travail forcé et les dommages environnementaux. La directive sur la diligence raisonnable en matière de durabilité des entreprises, approuvée en 2024, oblige les grandes entreprises opérant dans l'Union européenne à vérifier si leurs chaînes d'approvisionnement ont recours au travail forcé ou causent des dommages environnementaux et à prendre des mesures si tel est le cas. Les sanctions comprennent des amendes pouvant aller jusqu'à 5 % du chiffre d'affaires mondial.